# Dnevnik (Skopje)
Dnevnik (kyrillisch Дневникⓘ, zu Deutsch etwa „Tagblatt“) ist eine nordmazedonische Tageszeitung. Gegründet wurde das Blatt von Mile Jovanovski, Branislav Gjeroski und Aleksandar Damovski. Es erscheint täglich außer sonntags. Die erste Ausgabe von Dnevnik erschien am 20. März 1996. Die gegenwärtige Auflage beträgt 55.000. Chefredakteur ist Sasho Kokalanov. Die Zeitung ist für ihre anti-bulgarische Polemik bekannt.
Mit der Zeitung erscheinen außerdem zwei Beilagen, nämlich Antena (Антена) am Freitag und Vikend (Викенд, deutsch „Wochenende“) am Samstag.